# Miniclip
Miniclip je britanska tvrtka poznata po svojoj web-stranici "Miniclip.com", koja se uglavnom sastoji od online-igara. Miniclip.com je online-zabavni portal koji sadrži neke od najpoznatijih igara poput "Club Penguin"-a i "Runescape"-a. Postoji više vrsta igara za jednog ili više igrača. Miniclip.com koristi igre koje su sami proizveli, kao i igre ostalih proizvođača. Trenutno postoje 33 igraće kategorije. Mnogo Miniclip igara se koristi i na ostalim web-stranicama, zbog slobodne licence. 

## Povijest
Miniclip su osnovali Robert Small i Tihan Presbie s budžetom 40.000 £. Od 2008. godine, tvrtka se procjenjuje na 200 milijuna funti, s pozitivnim financijama punih šest od sedam godina rada, s povećanjima 20 milijuna funti u zadnje dvije godine. Stranica sadrži i igre bazirane na preglednicima, poput RuneScape i Yohoho! Puzzle Pirates. 

## Vanjske poveznice
- Službena stanica